# 朱屏
朱屏 ，女，現居香港。主要從事金融産品投資及慈善公益。2010年爲主創立朱屏慈善基金會並任基金會主席，同年獲第十二屆世界傑出華人獎及青島“慈善雙十星”慈善人物提名獎。

## 重要經歷
朱屏上世紀九十年代移居香港，在壹中資機構任職，負責爲公司進行各種金融投資。期間遇上亞洲金融風暴，事業壹度遭受重挫。失敗並未使她壹蹶不振，朱屏于2000年赴美國研修金融及工商管理。其間閱讀和鑽研大量有關金融、成功投資家及企業家的書籍，並虛心請教知名投資專家，奠定了堅實的基礎。 　　
2003年末朱屏回港度聖誕，當年年初香港飽受沙士/沙斯事件肆虐之害，即便是半年過後，社會上依舊人心惶惶，資産價格及金融産品均大幅下跌，市面壹片蕭條。憑著她學到的知識及敏銳觸覺，在仔細分析整個國際形勢及中港兩地的經濟前景後，朱屏毅然抉定中止在美學業留港發展，成立了惠子投資控股有限公司，專門從事她苦心鑽研數年的金融投資活動。
据香港《星岛日报》报道，2014年3月至6月在香港的住所，懷疑教导四岁养子一时「重手」，令养子手脚瘀伤，7日被控虐儿罪，在香港东区裁判法院应讯，准以3000港元保释。辩方透露，男童已由朱屏助养两年半。控方透露，养子现已由被告接回家住，有社工跟进。裁判官对此表示关注，但终批准被告保释期间续与养子同住，提醒她任何情况，甚至管教小朋友时，都不应使用暴力。朱屏以胶质物件，令养子手脚瘀伤，菲佣于朱屏往外地公干时告诉邻居，由邻居向警方检举事件，菲佣现已离职，将任控方证人。

## 慈善事業
視特雷莎/德肋撒修女爲楷模，把慈善公益當作自己的事業。早在發起創立朱屏基金會之前，除了定點捐助青島兒童福利院，和張榮華院長以及護士們壹起，嘗試給孩子們一個溫馨的藍天之家，多年來她亦定期捐款予無國界醫生、通過宣明會助養多名國際兒童、捐助2008年四川汶川大地震災民、公益金及兒童癌病基金，到廣西山區探望及捐助百歲老人和貧窮孤兒等。
2010年經香港特區政府注冊朱屏慈善基金會正式創立。 

### 基金會主要慈善活動
青島兒童福利院圖書館、個訓室、電腦設備配置項目
朱屏公益博物館壹期工程等壹批慈善、公益項目
與北京藝術博物館聯合舉辦館藏文物世界巡回展
捐助2011年日本東北地方太平洋近海大地震災民
青島兒童福利院藍天之家兒童工療康複中心陽光房項目、洗衣房項目、籃球場項目
青島職業技術學院朱屏獎學金專案
與青島職業技術學院合作建立青島大學生就業示範項目
與青島社會福利院合作“連瑣老人院項目”
內蒙古阿爾山市低收入群體和諧改造項目
辛亥革命100周年紀念展（與北京藝術博物館聯展）

## 主要榮譽
2010年獲第十二屆世界傑出華人獎 （页面存档备份，存于）及加拿大Lansbridge大學頒發的榮譽博士學位
2010年獲青島“慈善雙十星”慈善人物提名獎

## 主要職務
朱屏慈善基金會主席
中國乙(B)肝基金會理事
世界華商促進協會副會長
惠子投資控股有限公司董事總經理

## 虐兒事件
2014年12月30日在東區法院承認3項虐兒罪。案件押後至2015年1月13日再訊。
案情指被告於2014年5至6月期間，因4歲養子頑皮，在住所用一枝紫色膠棒打他，家傭目睹體罰經過，用手機拍下事主的傷勢，並告知鄰居。
辯方求情稱，被告視養子為親生兒子，只是管教方式不當。裁判官決定索取感化官報告，將案件押後至2015年1月13日再訊。 （页面存档备份，存于）